# Цистолит
Цистолит (гр. kystis — мехур, циста и lithos — камен) је гроздасти израштај који се среће код неких биљних епидермалних ћелија.

## Карактеристике
Цистолит је гроздастог облика. Чине га дршка и гроздасто тело, које је елипсоидног облика и са брадавичастим испупчењима. По пореклу цистолити су локална центрипетална задебљања ћелијског зида и чине их целулоза и пектин. Дршка садржи силицијум, а гроздасто тело калцијум-карбонат. Уколико се сирћетном киселином одстрани калцијум-карбонат, цистолит ће имати слојевит изглед са радијално распоређеним каналима, који се завршавају испупчењима и понекад се гранају. Цистолити могу бити видљиви као тачкице или различито обликоване „ознаке“, посебно на пресованом, сувом лишћу.

## Улога
Могуће је да представљају заштиту од биљоједа. Према неким ауторима, цистолити представљају изоловане масе апопласта, које имају улогу складишта за неорганске соли, пре свега калцијум-карбоната.

## Примери
Код фикуса се цистолити налазе у крупним ћелијама литоцистима и појединачни су, док су код врсте Momordica charantia груписани.